# Антология новейшей русской поэзии у Голубой Лагуны
Антология новейшей русской поэзии «У Голубой Лагуны» (англ. The Blue Lagoon Anthology of Modern Russian Poetry) — девятитомник лирики, составленный Константином Кузьминским и Григорием Ковалевым и изданный в Ньютонвилле (штат Массачусетс, США), в 1980-86 годах, в большей степени основывающийся на текстах самиздата.

## Об антологии
Напечатана «под наблюдением» основанного в Техасе Кузьминским и Джоном Боултом института современной русской культуры «У Голубой лагуны». Томов, собственно, пять, но все кроме первого разделены на полутома под литерами А и Б. Эти 9 томов общим объёмом почти в 5000 страниц содержат копии множества уникальных машинописных рукописей стихов и рисунков, фотографий и коллажей. Публикации стихов частично дополнены эссе, встречаются письма и высказывания К. Кузьминского по разным вопросам.
- Том 1 посвящён таким авторам, как Геннадий Айги, Глеб Горбовский, Эдуард Лимонов, Роальд Мандельштам, поэты «филологической школы» (Владимир Уфлянд и другие), «лианозовцы» (Генрих Сапгир, Ян Сатуновский, Игорь Холин и другие)[3].
- В томах 2А и 2Б широко представлена ленинградская «вторая культура»: Иосиф Бродский, Игорь Бурихин, Анри Волохонский, Александр Кушнер, Лев Лосев, Анатолий Найман, Олег Охапкин, Евгений Рейн, Алексей Хвостенко, Елена Шварц, Т. Г. Гнедич.
- Том 3 содержит неофициальные поэтические произведения лириков Украины и Кавказа, а также Прибалтики, Сибири и Средней Азии (например, Вилен Барский, Геннадий Беззубов, Юрий Милославский, Борис Чичибабин). В приложении к тому 3А — Литературный альманах "МАЙЯ" (Игорь Бухбиндер, Мирослав Андреев и другие).
- В томах 4А и 4Б собраны стихотворения предшественников нереалистической и несоциалистической поэзии, как например, Леонида Аронзона, Игоря Бахтерева и Давида Дара, а также ленинградцев, например, И. Близнецовой, Михаила Крепса, Вячеслава Куприянова, Сергея Стратановского.
- Тома 5А и 5Б содержат произведения авторов из разных кругов, как например, Юрия Колкера, Вадима Крейда, Виктора Сосноры, Юлии Вознесенской.

Собственно, и не антология это, по большому счету, а предельно субъективная (а оттого и вдвойне интересная), живая история поэтов, бытования текстов, обильно уснащенная личными оценками и сопроводительным материалом самого разного рода: письмами, статьями, документами, обрывками когда-то кем-то сделанных записей или брошенных фраз. В объёме антологии можно гулять, как в лесу, настолько непривычно она выстроена как книга (О. Рогов).

Пристрастие к провокационному, шокирующему, сексуальному, антирусофильскому, антинаучному пронизывает это чрезвычайно неровное собрание, пользоваться которым весьма затруднительно. (В. Казак)

…Это только в плохих книжках хорошие поэты любят друг друга и друг друга хвалят, а в нормальной литературной ситуации хорошие поэты друг друга ругают. Позже, много позже я понял, что суровая советская действительность с её идеологическим прессом и была той плохой книжкой, в которой хорошие и разные поэты хвалили друг друга… (Н. Елисеев).

## Авторы, опубликованные в Антологии
- Леонид Агеев, Константин Азадовский, Геннадий Айги, Борис Аксельрод, Николай Аксельрод, Владимир Алейников, Геннадий Алексеев, Юрий Алексеев, Александр Альтшулер, Мирослав Андреев, Лев Аренс, Михаил Армалинский, Леонид Аронзон, Александр Аронов, Анатолий Архипов, Андрей Арьев, Анна Ахматова
- Вилен Барский, Михаил Басов, Владимир Батшев, Игорь Бахтерев, Вагрич Бахчанян, Геннадий Беззубов, Борис Безменов, Иосиф Бейн, Роман Белоусов, Георгий Бен, Владимир Березовский, Сергей Бернадский, Эдуард Берсудский, Анна Бершадская, Владимир Беспалько, Василий Бетаки, Николай Биляк, Борис Бирюлин, Андрей Битов, Петр Блыжников, Дмитрий Бобышев, Леон Богданов, Николай Боков, Илья Бокштейн, Петр Брандт, Николай Браун-мл., Владимир Британишский, Иосиф Бродский, Вилли Бруй, Тамара Буковская, Игорь Бурихин, Владимир Бурич, Игорь Бухбиндер
- Борис Вахтин, Эстер Вейнгер, Александр Величанский, Евгений Вензель, Борис Виленчик, Леонид Виноградов, Дина Виньковецкая, Яков Виньковецкий, Лия Владимирова, Юлия Вознесенская, Анри Волохонский, Сергей Вольф
- Владлен Гаврильчик, Андрей Гайворонский, Юрий Галансков, Юрий Галецкий, Сергей Гандлевский, Михаил Генделев, Владимир Герасимов, Владимир Гершуни, Александр Гидони, Александр Гиневский, Александр Гинзбург, Николай Глазков, Анатолий Гладилин, Лидия Гладкая, Александр Глезер, Татьяна Гнедич, Валерий Голофаст, Виктор Голявкин, Наталья Горбаневская, Глеб Горбовский, Яков Гордин, Александр Городницкий, Рид Грачев, Галина Грибакина, Олег Григорьев, Михаил Гробман, Наталья Грудинина, Леонид Губанов, Михаил Гурвич
- Давид Дар, Людмила Дербина, Сергей Довлатов, Аркадий Драгомощенко, Лев Друскин, Борис Дышленко
- Иван Елагин, Леонид Ентин, Евгений Епифанов, Михаил Еремин, Александр Есенин-Вольпин, Игорь Ефимов
- Натан Завельский, Марк Зайчик, Евгений Звягин
- Владимир Иванов, Владлен Иванов
- Григорий Капелян, Юрий Карабчиевский, Бахыт Кенжеев, Станек Киселев, Эдуард Клевер, Юрий Климов, Григорий Ковалев, Георгий Ковенчук, Владимир Козловский, Евгений Койфман, Герман Колегаев, Юрий Колкер, Александр Кондратов, Наум Коржавин, Владимир Королев, Нина Королева, Михаил Красильников, Эрна Красильникова, Станислав Красовицкий, Вадим Крейдинков, Михаил Крепс, Виктор Кречетов, Владимир Кривошеев, Виктор Кривулин, Анатолий Кривчиков, Евгений Кропивницкий, Юрий Кублановский, Борис Кудряков, Михаил Кузмин, Константин Кузьминский, Лев Куклин, Сергей Кулле, Борис Куприянов, Вячеслав Куприянов, Александр Кушнер
- Мария Ланина, Илья Левин, Вячеслав Лейкин, Владислав Лен, Наталья Лесниченко-Гум, Сергей Лесючевский, Лев Лившиц, Эдуард Лимонов, Александр Лисняк, Михаил Лоов, Нина Лосева, Анатолий Лощагин, Всеволод Луговской, Алексей Любегин, Николай Любушкин
- Казимир Малевич, Лев Мак, Валерий Марков, Дмитрий Макринов, Виктор Мамонов, Роальд Мандельштам, Владимир Марамзин, Роберт Масси, Сюзанна Масси, Владимир Медведев, Юрий Милославский, Александр Миронов, Юрий Михайлов, Валерий Мишин, Елизавета Мнацаканова, Валерий Молот, Лев Молчанов, Николай Моршен
- Анатолий Найман, Всеволод Некрасов, Виктор Немтинов, Владимир Нестеровский, Вадим Нечаев, Ниворожкин, Николай Николаев, Татьяна Никольская, Лев Нуссберг
- Лев Овалов, Одинцов, Александр Ожиганов, Сергей Олефир, Ирэна Орлова, Олег Офенский, Олег Охапкин
- Евгений Пазухин, Леонид Палей, Юрий Панкратов, Аркадий Пахомов, Эмма Подберезкина, Борис Понизовский, Григорий Померанец, Валерий Попов, Олег Прокофьев, Лев Прыгунов, Николай Пунин, Анатолий Путилин, Михаил Пчелинцев
- Оскар Рабин, Маргарита Разумовская, Марина Рачко, Евгений Рейн, Александр Ривин, Олег Рощин, Илья Рубин, Николай Рубцов, Юрий Рыбников, Лев Рыжов, Лев Ряузов
- Евгений Сабуров, Михаил Садо, Генрих Сапгир, Ян Сатуновский, Павел Саутер, Ольга Седакова, Глеб Семенов, Владимир Ситников, Ефим Славинский, Виктор Соколов, Юрий Сорокин, Виктор Соснора, Эмма Сотникова, Анатолий Стоянович, Сергей Стратановский
- Борис Тайгин, Вадим Танчик, Сергей Танчик, Олег Тарутин, Евгений Терновский, Леонид Тимофеев, Александр Тимофеевский, Геннадий Трифонов, Марк Троицкий, Виктор Тупицын
- Александр Уманский, Галина Усова, Владимир Уфлянд
- Борис Фальк, Вадим Федосеев, Анатолий Флейтман, Маргарита Фролова
- Лев Халиф, Владимир Ханан, Даниил Хармс-Шардам, Алексей Хвостенко, Марина Хвощнянская, Игорь Холин, Валерий Холоденко, Валентин Хромов, Генрих Худяков
- Алексей Цветков, Олег Цветков
- Петр Чейгин, Леонид Чертков, Игорь Чиннов, Федор Чирсков, Борис Чичибабин, Сергей Чудаков, Тихон Чурилин
- Наталья Шарымова, Елена Шварц, Валерий Шедов, Алексей Шельвах, Михаил Шемякин, Юрий Шигашов, Виктор Ширали, Сергей Ширяев, Емельян Шишков, Эдуард Шнейдерман, Эдуард Штейн, Людмила Штерн
- Виктор Щапов, Елена Щапова, Александр Щербаков, Вячеслав Щербаков
- Генрих Элинсон, Владимир Эрль, Ефим Эткинд
- Михаил Юпп
- Роман Якобсон, Владимир Яковлев